# Емануел Вајс
Емануел Вајс (Дарувар, 11. мај 1914 – Београд, 17. децембар 1995) је био југословенски и јеврејски патофизиолог, редовни професор и санитетски пуковник ЈНА.

## Биографија
Рођен је у Дарувару, од оца Јосипа и мајке Маргите рођене Најман. Основну и средњу школу завршио је у Осијеку, а медицински факултет 1939. у Загребу. Радио је у Огулину до новембра 1942, кад је интерниран у логор у Краљевици. Из логора је побегао у децембра 1942. Одмах се прикључио партизанским јединицама, где је као лекар радио у разним борбеним јединицама. Био је управник болнице бр. 7, референт Санитета 5. оперативне зоне, управитељ болнице 8. дивизије, референт санитета 7. банијске дивизије, управитељ болнице Војног подручја 4/2 и водитељ санитетскога одсјека Војне области 4. корпуса. После завршетка Другог светског рата, од 1949. до 1952, наставио је усавршавање код професора Илије Ђуричића, на последипломским студијама на Институту за Патофизиологију САНУ. После завршених студија постављен је за асистента на Патофизиологији Војно Медицинске Академије у Београду. Током професионалне каријере биран је у сва звања, закључно до редовног професора. Имао је чин санитетскога пуковника. Био је и генерални секретар КОМНИС-а (Комисије за Медицинска Научна Истраживања) У свом научном раду бавио се патофизиолошким проблемима везаним за крвне судове и трансплантацију коже, проучавао је патофизиологију и превенцију посттрауматског шока. Био је на усавршавањима у Енглеској, Француској и Русији.
Објавио је на десетину научних радова и специјализованих уџбеника. После пензионисања године 1975. активно се бавио биомедицинском информатиком. Добитник је шест домаћих одликовања. Био је ожењен са се Динком Вићевић. Имали су четворо деце: Дуња, Динко, Влатка и Вишња. Преминуо је 17. децембра 1995. у Београду.